# Андрей и злой чародей
«Андрей и злой чародей» — кинофильм 1981 года. Сказка. Для любой зрительской аудитории.

## Сюжет
Давным-давно появился в одном поселении вредный колдун Цмок (Г. Милляр). Народ отделился от него большой стеной. И впервые на дозорной вышке караулит Андрей-Всех-Добрей (А. Смоляков). В это самое время Цмок приказывает Лешему (М. Кононов) и Водяному (Ю. Чернов) расположить сети в лесу и поймать красавицу Путеводную Звезду (И. Киселёва), которая является дочерью Ярилы-Солнца. Чтобы в деревне никто ничего не узнал, он отправляет Домового (Э. Бочаров), чтобы тот всех усыпил. И только Андрей-Всех-Добрей не засыпает и видит Путеводную Звезду. После этого он тут же спешит ей на помощь.

## В ролях
- Андрей Смоляков — Андрей-Всех-Добрей;
- Ирина Киселёва — Путеводная Звезда;
- Георгий Милляр — Цмок;
- Михаил Кононов — Леший;
- Юрий Чернов — Водяной;
- Эдуард Бочаров — Домовой;
- Галина Рогачёва — мать Андрея;
- Мария Капнист — старуха;
- Александр Аржиловский — эпизод;
- Владимир Грицевский — эпизод;
- Александр Кашперов — эпизод;
- Владимир Сичкарь — эпизод;
- Пётр Юрченков-старший — эпизод;
- Ростислав Шмырёв — эпизод.

## Съёмочная группа
- Режиссёр-постановщик — Геннадий Харлан;
- Автор сценария — Эрнст Коляденко;
- Оператор-постановщик — Евгений Пчелкин;
- Художник-постановщик — Игорь Топилин;
- Звукорежиссёр — Сергей Чупров;
- Композитор — Валерий Иванов;
- Тексты песен — Владимир Некляев.

## Издания
- Дистрибьютор — Компания «МАГНАТ»;
- Звуковые дорожки — Русский Dolby Digital 2.0;
- Изображение — Standart 4:3 (1,33:1);
- Цвет — PAL;
- Региональный код — 5;
- Упаковка — Упрощенное издание.